# 普韋布洛平塔多 (新墨西哥州)
普韋布洛平塔多（英語：Pueblo Pintado）是位於美國新墨西哥州麥金萊縣的普查規定居民點。

## 人口
根據2020年美國人口普查的數據，普韋布洛平塔多的面積為80.29平方千米，皆為陸地。當地共有人口318人，而人口密度為每平方千米3.96人。